# 枚方市立禁野小学校
枚方市立禁野小学校（ひらかたしりつきんやしょうがっこう）は、大阪府枚方市御殿山南町にある公立小学校。旧枚方市立高陵小学校と旧枚方市立中宮北小学校を統合し、2022年（令和4年）4月に開校した。現在は旧中宮北小学校の校舎が使用されているが、旧高陵小学校跡地に新校舎が建設されており、2026年（令和6年）7月に竣工、同年8月の夏季休暇期間中に移転予定である。

## 概要
枚方市立高陵小学校、及び枚方市立中宮北小学校を統合し、2022年（令和4年）4月に開校した。前身である旧高陵小学校は2008年（平成20年）度から、旧中宮北小学校は2014年（平成26年）度から小規模校となっており、両小学校の校区範囲の狭さを考慮すると、将来的にも児童数が適正規模の水準にまで増加することが見込めない状況であった。そのため枚方市学校規模等適正化審議会は、近隣の殿山第一小学校や明倫小学校を含めた複数の統合案を検討・審議し、結果通学様態や中学校区との関係などを踏まえ、2016年（平成28年）3月に「高陵小学校と中宮北小学校を統合し、高陵小学校敷地に統合校を設置する。」答申案を示した。また統合時期についても、高陵・中宮北両校が既に小規模校であったことから、「できる限り早期」と結論付けた。また新校舎の位置としては、高陵小学校校舎は正門・通用門付近での交通量が少なく、耐力度調査の結果により校舎建替の実現性が高いこと、中宮北小学校校舎は周囲の交通条件の良さによる多彩な跡地転用が可能であることを主たる理由として、高陵小学校校舎跡地に新校舎を建設することが決定された。また、枚方市学校規模等適正化実施プランでは、目指す新設校像として、英語教育やICT活用を重視した教育環境形成や、防災や防犯に配慮した学校施設、地域連携の強化などが盛り込まれた。この方針の下で、2021年（令和3年）4月から2022年（令和4年）3月にかけて、「枚方市新しい学校づくり協議会」において新校名や新校歌の決定から、新学校運営やPTA活動まで、統合に向けた協議が進められた。2022年4月の統合後は旧中宮北小学校の校舎が暫定的に使用されているものの、旧高陵小学校跡地の新校舎が完成する2026年（令和6年）夏に、新校舎へ移転することが予定されている。

## 校名
2021年（令和3年）5月から7月にかけて、協議会は旧高陵・中宮北両校区在住者及び両校教職員を対象に公募を実施し、1次候補として「あおぞら」、「天の川」、「桜風台」、「禁野」、「きんや台」、「禁野台」、「ふたば」の7案を選定した。その後、両校児童の投票で上位3位であった「あおぞら」、「天の川」、「禁野」を候補として選定し、8月24日に市が最終候補を選定、9月9日の枚方市議会にて新校名を「禁野小学校」とする枚方市立小学校及び中学校設置条例の一部改正案が可決した。市は決定理由として、両校児童の投票による得票数の多さや、地域名の「禁野」が歴史的に長らく受け継がれていること、両校校歌中に「禁野台」との歌詞が含まれることを挙げている。

## 沿革
- 2016年（平成28年）3月 - 枚方市学校規模等適正化審議会にて、「高陵小学校と中宮北小学校を統合し、高陵小学校敷地に統合校を設置する。」答申が示される[5]。
- 2021年（令和3年）9月9日 - 枚方市議会9月定例月議会において、新設校名を「禁野小学校」に決定[6]。
- 2022年（令和4年）4月1日 - 旧高陵小学校と旧中宮北小学校を統合した新設校として、枚方市立禁野小学校として設立。
- 2026年（令和6年）7月 - 新校舎竣工予定。
- 2026年（令和6年）8月 - 新校舎へ移転予定[7]。

## 校区
- 枚方市 上野3丁目（4番に限る。）、禁野本町1丁目（1番から6番までに限る。）、禁野本町2丁目、御殿山町（15番64棟及び65棟に限る。）、御殿山南町（1番2号を除く。）、中宮北町、渚南町（45番及び46番（10号以上に限る。）を除く。）、西禁野2丁目。

卒業生は枚方市立第一中学校に進学する。

## 交通
以下はいずれも2024年（令和6年）現在使用されている旧中宮北小学校校舎へのアクセスである。
- 京阪本線・交野線 枚方市駅 北東へ約1.6km。
- 京阪本線 御殿山駅 南東へ約1.6km。
- 京阪バス 中宮北町バス停 すぐ。
- 京阪バス 中宮住宅前バス停 北へ約300m。